# 찬선
찬선(贊善/赞善)은 한국과 중국이 과거 사용했던 관직이다. 한국의 조선에서는 세자시강원에 소속된 정3품 관직이었다.